# Vanderhorstia delagoae
Vanderhorstia delagoae es una especie de peces de la familia de los Gobiidae en el orden de los Perciformes.

## Morfología
Los machos pueden llegar a alcanzar los 7,5 cm de longitud total.

## Hábitat
Es un pez de Mar y, de clima tropical y asociado a los  arrecifes de coral. 

## Distribución geográfica
Se encuentra desde el Mar Rojo hasta Mozambique, el sur de Madagascar, las Seychelles y Reunión. 

## Observaciones
Es inofensivo para los humanos. 